# Čabradský Vrbovok
Čabradský Vrbovok es un municipio del distrito de Krupina en la región de Banská Bystrica, Eslovaquia, con una población estimada a final del año 2024 de 230 habitantes.
Se encuentra ubicado al oeste de la región, sobre los montes Centrales Eslovacos (Cárpatos occidentales), a poca distancia al sur del río Hron —un afluente izquierdo del Danubio— y al este de la región de Nitra.

## Demografía
| Año        | 1994 | 2004    | 2014    | 2024    |
| ---------- | ---- | ------- | ------- | ------- |
| Población  | 289  | 273     | 254     | 230     |
| Diferencia |      | −5,53 % | −6,95 % | −9,44 % |

| Año        | 2023 | 2024    |
| ---------- | ---- | ------- |
| Población  | 239  | 230     |
| Diferencia |      | −3,76 % |